# Linden (miasto w hrabstwie Iowa)
Linden – miasto w Stanach Zjednoczonych, w stanie Wisconsin, w hrabstwie Iowa.